# Aloe guillaumetii
Aloe guillaumetii é uma espécie de liliopsida do gênero Aloe, pertencente à família Asphodelaceae.